# Serra dels Galls
La Serra dels Galls és una muntanya de 2.366 metres que es troba al municipi de Lles de Cerdanya, a la comarca de la Baixa Cerdanya.